# Calacuccia
Calacuccia ist eine französische Gemeinde mit 270 Einwohnern (Stand 1. Januar 2022) im Département Haute-Corse auf der Insel Korsika. Sie gehört zum Arrondissement Corte und zum Kanton Golo-Morosaglia.

## Geographie
Der Ort liegt rund 30 Kilometer (Luftlinie) nordöstlich von Porto und zwölf Kilometer westlich von Corte im Regionalen Naturpark Korsika. Die Nachbargemeinden sind Lozzi und Corscia im Norden, letztere auch im Osten, Corte im Osten und im Südosten, Casamaccioli im Süden und im Südwesten, Albertacce im Westen und im Nordwesten.
Das Gemeindegebiet wird vom Fluss Golo nach Nordosten entwässert. Knapp südlich des Gemeindehauptortes der Streusiedlung liegt auf 793 Metern Höhe der Stausee Lac de Calacuccia.

### Verkehrsanbindung
Calacuccia wird verkehrstechnisch von der Départementsstraße D84 versorgt, die in südwestlicher Richtung über den Pass Col de Vergio nach Porto führt. In der Gegenrichtung wird beim Ort Francardo die Nationalstraße N193 erreicht, die eine hochrangige weiterführende Verbindung bis nach Bastia oder Ajaccio ermöglicht. Parallel dazu verläuft auch eine Bahnstrecke.

## Bevölkerungsentwicklung
| Jahr      | 1968 | 1975 | 1982 | 1990 | 1999 | 2006 | 2014 |
| Einwohner | 556  | 507  | 418  | 331  | 340  | 340  | 289  |